# Maarit
Maarit ist ein in finnischer weiblicher Vorname. 

## Herkunft und Bedeutung
Er ist eine Variante des Namens Margarete. Im Schwedischen und Norwegischen existiert mit Marit eine ähnliche Variante.

## Namensträgerinnen
- Maarit Hurmerinta (* 1953), finnische Sängerin, die unter dem Namen Maarit auftritt.
- Katja Maarit Lehto (* 1972), finnische Eishockeyspielerin